# Доріс Гейтс
Доріс Гейтс (англ. Doris Gates; 26 листопада 1901, Маунтін-В'ю, Каліфорнія — 3 вересня 1987, Кармел-бай-те-Сі, Каліфорнія) — одна з перших американських письменниць реалістичної дитячої художньої літератури. Її роман «Блакитна верба», що розповідає про переживання Джейні Ларкін, десятирічної доньки трудового мігранта в Каліфорнії 1930-х років відзначена медаллю Ньюбері та премією Полиця Льюїса Керролла. Працюючи бібліотекаркою у Фресно вона жила серед людей, описаних у її романах. Також знана збірками давньогрецької міфології.

## Біографія
Народилася 26 листопада 1901 року в Маунтін-В'ю, Каліфорнія, і була старшою дочкою Чарльза Обеда та Бессі Луїзи (Джонс) Гейтс. Її батько був лікарем з маленького містечка; мама здобула ступінь бакалавра з класичних досліджень у Мілтон-коледжі:119. У сім років сім'я переїхала на сливове ранчо батьків Чарльза поблизу Сан-Хосе. Саме там, у вісім років, Доріс пішла до школи. За словами Гейтс, її дитинство, «навіть для тих часів, було надзвичайно щасливим». Вона писала про це у книзі «The Elderberry Bush»:118. Пізніше сім'я Гейтсів переїхала до Лос-Гатоса. По закінченню школи Гейтс знайшла роботу в бібліотеці та продуктовій крамниці. Потім її батько перевіз родину до Фресно, і 1924 року вона вступила до Державного педагогічного коледжу Фресно:120.
Два роки по тому Гейтс навчалася у Бібліотечній школі Лос-Анджелеса. Потім стала асистентом у дитячому відділі безоплатної бібліотеки округу Фресно. За рік Гейтс взяла відпустку, щоб вивчати бібліотечну справу в Університеті Вестерн Резерв (нині Кейс Вестерн Резерв) у Клівленді. Вона повернулася до Фресно, щоб працювати дитячим бібліотекарем у бібліотеці округу Фресно в центральній Каліфорнії з 1930 по 1940 рік.
У Фресно Гейтс вела радіопрограму, в якій розповідала дітям історії. Також відвідувала школи для дітей робітників, які втратили роботу через Пиловий казан, розповідаючи історії та ділячись книгами. Бюджетні обмеження змусили бібліотеку скоротити робочий час, тому Гейтс використала свій додатковий вихідний, щоб почати писати. Її перша опублікована книга «Ідея Сари» (1938) розповідає про дівчину, яка хоче купити віслюка та допомагає зі збором врожаю на сімейному ранчо з вирощування слив, щоб заробити необхідні гроші. Два роки по тому вийшла «Блакитна верба» — книга про дочку фермера-мігранта. 1940 році влаштувалася до Державного коледжу Сан-Хосе, викладаючи дитячу літературу й оповідання.
Гейтс була запрошеним лектором в Університеті Каліфорнії в Берклі, Університеті Південної Каліфорнії в Лос-Анджелесі та Університеті Сан-Франциско. Вона також виступала по всій країні перед групами бібліотекарів і вчителів. У 1960-х роках працювала у видавництві підручників Ginn and Company, редагуючи серію підручників з читання для початкових шкіл «Ginn Basic Readers». Вийшовши заміж, а потім розлучившись, переїхала до Кармела, де купила коней та займалася верховою їздою:115. Кілька її пізніших книг відобразили цей інтерес, зокрема «Морган для Мелінди».
У 1971 та 1972 роках здійснила дві поїздки до Греції, готуючись до серії книг переказів давньогрецької міфології. Як вона пізніше сказала: «Я мала знання оповідача, а не наукові знання міфів»:125. 1972 року опублікувала перші дві книги з серії, основані на грецьких міфах. 1983 року повернулася до Греції:125.
Померла в Кармелі, Каліфорнія, 3 вересня 1987 року Дитячу залу в Центральній бібліотеці Фресно назвали на її честь. Документи Гейтс зберігаються в Університеті Орегону й Університеті Міннесоти.

## Вплив
«Блакитна верба» була новаторським дитячим романом. "Багато хто вважає «Блакитну вербу» першим реалістичним проблемним романом для дітей, і його визнали за літературну цінність і за розширення кола тем, які можна досліджуватись в книгах для дітей». Експерт з дитячої літератури Аніта Сілві казала, що реалістичне трактування сучасних соціальних проблем у книзі є «значним внеском у дитячу літературу». Крістін Дженкінс писала в «Літературних тенденціях», що бібліотекарі для дітей особливо оцінили «поєднання літературної якості, привабливості для дітей і позитивних цінностей». Атмосфера робітництва та зображення умов життя мігрантських сімей вперше описали в дитячій літературі, а те, що Гейтс зробила найкращу подругу Джейні мексиканською американкою, також було новаторським. Дженкінс каже, що «публікація та професійне визнання, надані «Блакитній вербі», стали підтвердженням цінності як образної, так і реалістичної літератури для дітей».
Після виходу «Блакитної верби» серед вчителів і бібліотекарів точилися дискусії щодо того, чи має дитяча література бути образною, чи реалістичною. «Блакитна верба» була і тим, і іншим; але історія Джейні, її батька та мачухи, які живуть у хатині в центральній Каліфорнії, працюючи в полі, загалом визнана за свій реалізм. Джулія Сауер, головна бібліотекарка відділу послуг для дітей у Рочестері, штат Нью-Йорк, отримала замовлення від Американської бібліотечної асоціації для розв'язання цього суперечливого питання. У книзі «Створюючи світ безпечним для Джейні Ларкінів» Сауер писала: «Нам потрібно набагато більше книг про Джейні Ларкінів у дитячій літературі. І коли ми їх отримаємо, нам знадобиться сміливість дати нашим дітям». У «Horn Book» за січень/лютий 1945 року в есе Говарда Піза «Без ухилення» йдеться про таке: «Лише зрідка можна знайти історію, тісно пов'язану з цим сучасним світом, історію, яка порушує сучасну проблему й відкрито обмірковує її. З тисяч наших книг я ледве можу знайти півдюжини, які заслуговують на місце на цій майже порожній полиці в бібліотеках; а з сотень наших авторів я можу назвати лише трьох, які роблять щось, щоб заповнити цю прогалину в дитячому читанні. Ці три автори — нехай хтось надасть кожному з них лавровий вінок — це Доріс Гейтс, Джон Р. Туніс і Флоренс Креннелл Мінз».

## Нагороди
Кілька книг Гейтс ушановані нагородами. «Блакитна верба» посіла друге місце у номінації на щорічну медаль Ньюбері, була включена до списку премії Полиця Льюїса Керролла 1961 року та її назвали однією з найкращих книг року журналом «Horn Book». Лавреатка срібної книжкової премії Клубу Співдружності Каліфорнії. «Ідея Сари» та «Кіт і місис Кері» названі найкращими книгами року за версією видавництва Horn Book, а «Маленька Вік» отримала премію Вільяма Аллена Вайта від школярів Канзасу.
Роботу Гейтс особливо цінували за її характеризацію персонажів і відчуття місця. «Дитячі письменники двадцятого століття» високо оцінили її використання традиційних елементів оповіді та сильне відчуття структури. За словами іншого рецензента: «Ґейтс пише з цілісністю, поєднуючи силу сюжетної лінії з добре продуманими персонажами, автентичними місцями дії та важливими темами». Також зазначив, що її чудова характеристика персонажів та чуйність до них роблять її книги «значним внеском в американську дитячу літературу».

## Вибіркові твори

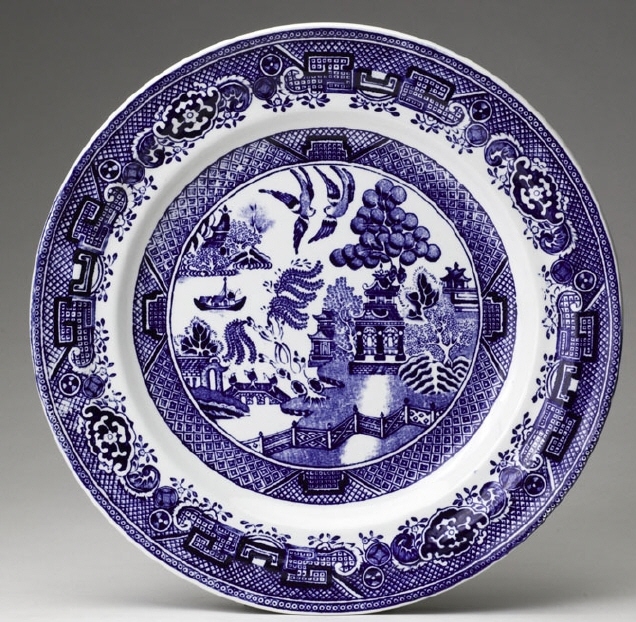
Тарілка з візерунком блакитної верби, як у Джейні Ларкін у книзі «Блакитна верба»

### Дитячі романи
- Sarah's Idea, Viking Press, 1938 (іл. Марджорі Торрі)
- Blue Willow, Viking Press, 1940 (іл. Пол Ланц)
- Sensible Kate, Viking Press, 1943 (іл. Марджорі Торрі)
- Trouble for Jerry, Viking Press, 1944 (іл. Марджорі Торрі)
- North Fork, Viking Press, 1945 (іл. Веслі Денніс)
- My Brother Mike, Viking Press, 1948 (іл. Веслі Денніс)
- River Ranch, Viking Press, 1949 (іл. Джейкоб Ландау)
- Little Vic, Viking Press, 1951 (іл. Кейт Середі)
- Becky and the Bandit, Ginn &amp; Co., 1955 (іл. Пол Ланц)
- The Cat and Mrs. Cary, Viking Press, 1962 (іл. Пеггі Бейкон (США) і Ширлі Г'юз (Велика Британія))
- The Elderberry Bush, Viking Press, 1967 (іл. Ліліан Облігадо)
- A Morgan for Melinda, Viking Press, 1980
- A Filly for Melinda, Viking Press, 1984

### Міфи та легенди
- Lord of the Sky: Zeus, Viking Press, 1972 (іл. Роберт Гендвілл)
- The Warrior Goddess: Athena, Viking Press, 1972 (іл. Дон Болонейз)
- The Golden God: Apollo, Viking Press, 1973 (іл. Константінос Коконіс)
- Two Queens of Heaven: Aphrodite and Demeter, Viking Press, 1974 (іл. Тріна Шарт Гайман)
- The Mightiest of Mortals: Hercules, Viking Press, 1975 (іл. Річард Куффарі)
- A Fair Wind for Troy, Viking Press, 1976 (іл. Чарлз Миколайчак)

### Підручники
- Roads to Everywhere, Ginn, 1961;
- Trails to Treasure, Ginn, 1961;
- Wings to Adventure, Ginn, 1961;
- Along Story Trails, Ginn, 1962;
- Down Story Roads, Ginn, 1962;
- On Story Wings, Ginn, 1962.

## Виноски
1. ↑  За деякими даними 1931—1940.
2. ↑  За деякими даними Монтерей, Каліфорнія.